# Marah gilensis
Marah gilensis är en gurkväxtart som beskrevs av Edward Lee Greene. Marah gilensis ingår i släktet Marah och familjen gurkväxter. Inga underarter finns listade i Catalogue of Life.